# 新潟県立新潟東工業高等学校
新潟県立新潟東工業高等学校（にいがたけんりつ にいがたひがしこうぎょうこうとうがっこう）とは、かつて新潟県新潟市東区竹尾二丁目にあった県立高等学校。通称は「東工」（とんこう）。2013年3月閉校。
敷地および校舎は2016年10月より新潟県新潟地域振興局竹尾庁舎として用いられている。2022年4月1日からは新潟県立新潟よつば学園も敷地内に新設されている。

## 概要
地域に根ざした工業高校としての歴史があり、地域の生活に身近な実務部分を支える仕事に従事している卒業者を多数輩出しており、地域の基幹産業を技術的に支える人材を育成する工業系の高等学校として運営されていた。
電気クラブ（後、技術部）の中に、「新潟東工業電気クラブ」（現・新潟東工業高校技術部無線班）の名で、JA0YDMというアマチュア無線での呼出符号が信越総合通信局より交付されており、その呼出符号で呼ばれる事もあった。
体育祭及び文化祭は「明窓祭」と呼ばれ、活力溢れる活動を行っていた。

## 沿革
- 1962年（昭和37年）1月1日、創立告示発布。創立事務所が新潟県教育庁内に設置される。
  - 4月1日 - 正式に開校。創立時の学科は機械科（4クラス）電気科（2クラス）、電子工学科（2クラス） の3科8学級。
  - 4月11日 - 第1回入学式挙行。校舎がまだ落成していないため、入学式および授業は北陸地方建設局の旧庁舎跡に仮設された仮校舎、及び白山小学校にて行われた。
  - 8月26日 - 校舎が落成し、仮校舎より竹尾の本校舎に移転。
  - 9月5日 - 第1期工事完成。
- 1963年（昭和38年）
  - 5月24日 - 第2期工事完成。
  - 6月25日 - 講堂が落成。
- 1964年（昭和39年）
  - 4月21日 - 第3期工事完成
  - 11月6日 - 竣工記念式挙行。
- 1967年（昭和42年）4月1日

電子工学科を電子科と改称。
- 1968年（昭和43年）6月21日

体育館が完成。
- 1975年（昭和50年）3月11日

柔道・剣道場が完成。
- 1987年（昭和62年）4月1日

機械科を2クラス減級。電子機械科を新設（2クラス）。CAD室設置。
- 1992年（平成4年）4月1日

機械科を1クラス減級。機械科は1クラス編制となる。
- 1994年（平成6年）

2年生修学旅行の目的地が韓国となり、初の海外探訪となる。
- 4月1日 - 家庭科実習教室および機械実習室が完成。

- 1996年（平成8年）4月1日

電子科を1クラス減級。
- 2003年（平成15年）

電子科の募集を停止。
- 2004年（平成16年）4月1日

電子機械科を1クラス減級。
- 2005年（平成17年）

電子機械科の募集を停止。
- 2011年（平成23年）

機械科および電気科の募集を停止。
- 2012年（平成24年）10月27日

閉校記念式典挙行。
- 2013年（平成25年）3月31日

閉校。
（出典：新潟県立新潟東工業高校同窓会）

## 教育目標
- 『物作り』を大切にした教育を基本として工業技術の指導を通して、豊かな人間性と積極的な実践力に富み、心身ともに健康であって、文化の創造と発展に貢献し、技術革新が進む産業界に対応できる中堅技術者を育成する。

## 校歌
- 『新潟県立新潟東工業高等学校校歌』 - 作詞：尾崎喜八、作曲：小山郁之進

## 学校行事
- 4月 - 入学式
- 5月 - 中間考査
- 6月 - 体育祭
- 7月 - 期末考査
- 10月 - 中間考査、文化祭
- 11月 - 2年修学旅行
- 12月 - 期末考査
- 2月 - 学年末考査
- 3月 - 卒業式

## 閉校後
2013年3月の閉校後も校舎や体育館などの施設・設備は取り壊し等が行われることなく残存しており、その後、一部の建物を解体撤去して旧校舎他を改装し、2016年10月11日には新潟県新潟地域振興局竹尾庁舎として開業した。
2016年10月には新潟地域振興局県税部が新潟市中央区川岸町の新潟地域振興局旧本局庁舎より移転入居し業務を開始しており、2017年3月6日には同じく旧本庁舎より地域整備部が移転して業務を開始した。
2022年4月1日からは新潟県立新潟聾学校と新潟県立新潟盲学校を統合した新潟県立新潟よつば学園も敷地内に新設された。

## 交通
バス
- 新潟交通竹尾線(E6)「竹尾2丁目」[5]下車 徒歩2分
- 新潟交通はなみずき線(E7)「市営住宅前」下車 徒歩約8分

鉄道その他
- JR東日本新潟駅より自動車で約10～15分[6]
- 白新線東新潟駅・信越本線越後石山駅より自転車で約10～15分[6]
- 国道7号新潟バイパス竹尾インターチェンジより自動車で約5～10分[6]